# Wölflinswil
Wölflinswil is een gemeente en plaats in het Zwitserse kanton Aargau en maakt deel uit van het district Laufenburg. Wölflinswil telt 980 inwoners.

## Geboren
- Robert Reimann (1911-1987), Zwitsers ontwerper, bestuurder en politicus